# Frederik Muff
Frederik Muff Hansen (født 2. august 1993 i Esbjerg) er en cykelrytter fra Danmark, der senest var på kontrakt hos ColoQuick Cycling. Fra 2025 fokuserede han udelukkende enkeltstart som amatørrytter. I oktober 2020 blev han uddannet journalist fra Danmarks Medie- og Journalisthøjskole. 
Ved DM i landevejsvejscykling 2020 vandt han 3. oktober bronze ved enkeltstarten, 1,53 min. efter vinderen Kasper Asgreen.
Muff Hansen deltog også i e-cykling, hvor han repræsenterede Team P.O. Auto-CeramicSpeed. Han stillede den 9. december 2020 op i den første udgave af VM i e-cykling på platformen Zwift. I 2024 vandt han DM i e-cykling.